# Пазітеє
Пазітеє (грец. Πασιθέα) — супутник Юпітера, відомий також під назвою Юпітер XXXVIII. 

## Відкриття
Відкритий 11 грудня 2001 року групою астрономів з Гавайського університету під керівництвом Скотта Шеппарда. Отримав тимчасове значення S/2001 J 6 . У серпні 2003 року Міжнародний астрономічний союз присвоїв супутнику офіційну назву Пазітеє, в честь однієї з грецьких харит .  

## Орбіта
Супутник проходить повний оберт навколо Юпітера на відстані приблизно 23 004 000 км за 727.933 доби. Орбіта має ексцентриситет 0.3289°. Нахил ретроградної орбіти до локальної площини Лапласа 165,138°. Знаходиться у групі Карме.

## Фізичні характеристики
Діаметр Пазітеє приблизно 2 кілометри. Оціночна густина 2,6 г/см³. Супутник складається переважно з силікатних порід. Дуже темна поверхня має альбедо 0,04. Зоряна величина дорівнює 23,2m.     